# Марини, Бьяджо
Бьяджо Марини (итал. Biagio Marini; предположительно 3 февраля 1594, Брешиа — 17 ноября 1663, Венеция) — итальянский скрипач и композитор. Новатор скрипичной техники.

## Биография
Учился, по всей вероятности, у своего дяди Джачинто Бондоли. 26 апреля 1615 г. Марини поступил скрипачом в собор Святого Марка в Венеции, капеллу которого возглавлял в ту пору Клаудио Монтеверди. В 1620 Марини возвратился в родной город и ненадолго занял пост музыкального руководителя Академии дельи Эрранти; к январю 1621 он уже состоял скрипачом в придворном оркестре Фарнезе в городе Парма. В 1623—1649 гг. он работал при дворе Виттельсбахов в Нойбурге-на-Дунае, время от времени выезжая в другие европейские столицы (в частности, в 1626 г. в Брюссель, в 1634 г. Падую, в 1640 и 1644—1645 гг. в Дюссельдорф). Вернувшись в Италию, Марини некоторое время работал капельмейстером в церкви Santa Maria della Scala (Милан), затем руководил Академией делла Морте в Ферраре (1652—1653). Последние годы композитор провёл в родном городе Брешиа и в Венеции.

## Творчество

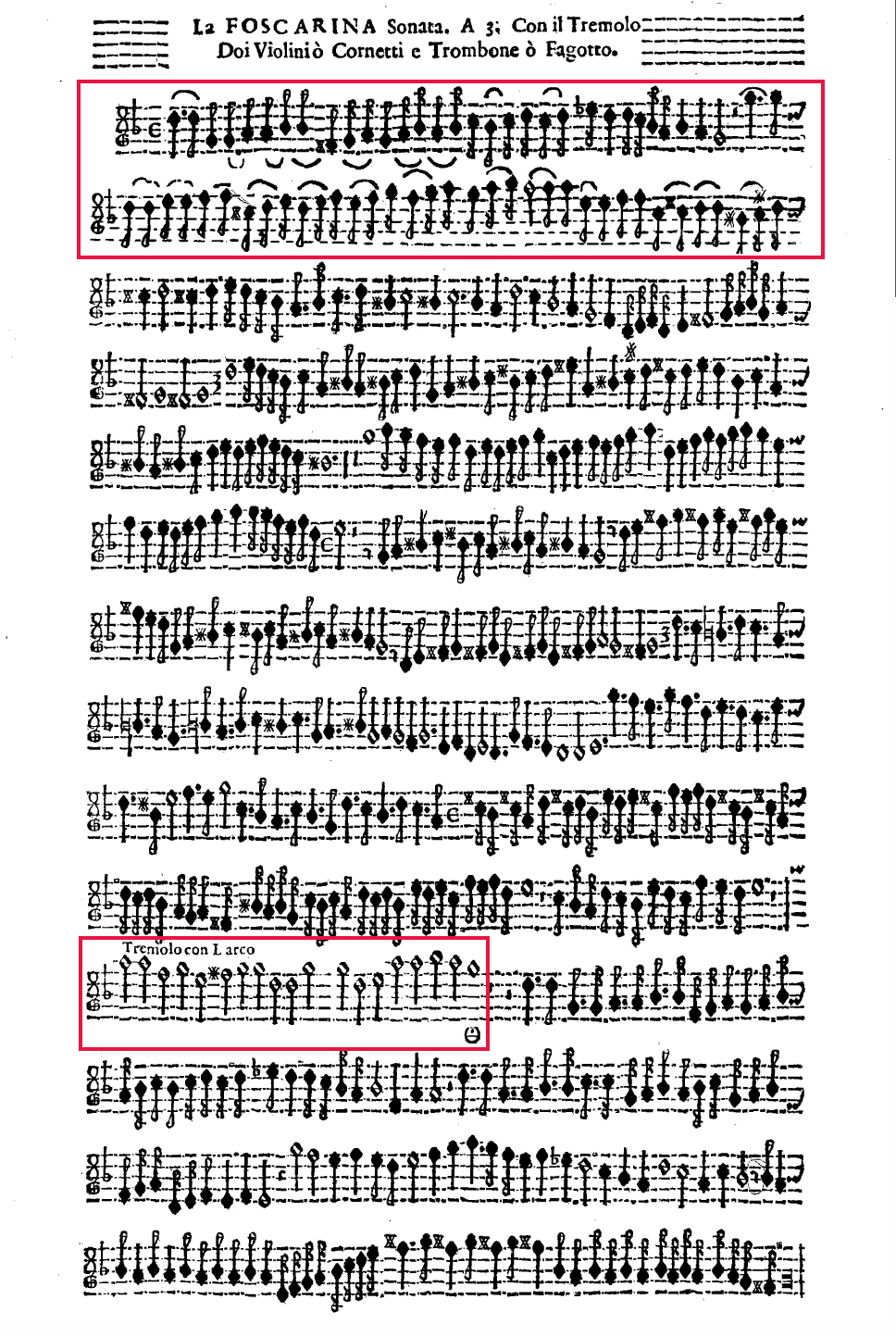
Соната "La Foscarina" Б. Марини (оригинальное издание, 1617), партия первой скрипки. Выделены области с фразировочными лигами и тремоло

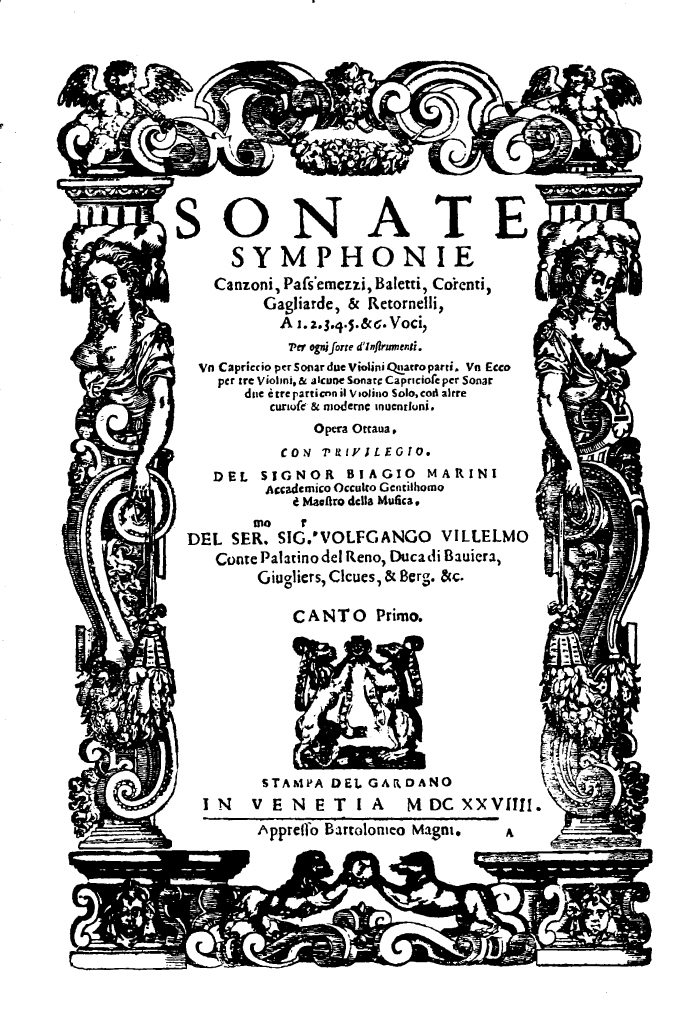
Сборник музыки Б. Марини, op. 8. Титул оригинального издания (Венеция, 1629)

Музыка Марини была хорошо известна современникам и оказала влияние на многих скрипачей и композиторов итальянского барокко. Между 1617 и 1655 гг. Марини опубликовал 22 сборника вокальной и инструментальной музыки (некоторые сохранились лишь частично). Сборники opp. 1, 8 и 22 написаны исключительно для музыкальных инструментов. Эти публикации позволяют ясно проследить эволюцию композиторского стиля. В сонате La Foscarina (сб. «Музыкальные аффекты», op. 1 № 14, 1617) для двух скрипок или двух корнетов, тромбона или фагота и b.c. Марини, возможно, впервые в истории использовал приём тремоло (см. иллюстрацию). Соната La Foscarina, а также соната La Aguzzona (op. 1 № 21) — ранние примеры систематического использования фразировочных лиг. Новаторские черты содержит также большой сборник скрипичной музыки разных жанров (сонаты, симфонии, balletti, гальярды, канцоны и др., всего 61 пьеса), напечатанный в 1629 году как op.8 (судя по тексту посвящения, был составлен ещё в июле 1626 года). В «Каприччио на манер лиры» (Capriccio a modo di lira, op. 8 № 60) Марини применил скордатуру. Каприччио, а также Соната № 2 (per sonar con due corde) и Соната № 4 (d'inventione) из того же сборника относятся к числу первых исторических примеров двойных и тройных нот — новаторской скрипичной техники.

## Сочинения
Примечания. В скобках указан год публикации сборника. Место публикации — Венеция (если не указано иное)
- op. 1 Affetti musicali // Музыкальные аффекты (1617)
- op. 3 Arie, madrigali et corenti // Арии, мадригалы и куранты (1620)
- op. 5 Scherzi e canzonette // Скерцо и канцонетты (Парма, 1622)
- op. 6 Le lagrime d’Erminia in stile recitativo // Слезы Эрминии в речитативном стиле (Парма, 1623)
- op. 7 Per le musiche di camera concerti // Концерты камерной музыки (1634)
- op. 8 Sonate, symphonie, canzoni, passe'mezzi, baletti, corenti, gagliarde e retornelli // Сонаты, симфонии, канцоны, пассамеццо, балетто, куранты, гальярды и ритурнели (1629; предисловие датировано 1626). В коммерческих публикациях (ноты, аудиозаписи) сборник также известен под названием «Curiose & moderne inventioni» (фраза заимствована из длинного титула сборника, см. иллюстрацию).
- op. 9 Madrigaletti // Маленькие мадригалы (1635)
- op. 16 Concerto 3 delle musiche da camera // Концерт камерной музыки № 3 (Милан, 1649)
- op. 21 Lagrime di Davide sparse nel Miserere // Давидовы слезы, рассеянные в псалме Miserere, для 2-4 голосов и b.c. (1655)
- op. 22 Per ogni sorte di strumento musicale diversi generi di sonate da chiesa e da camera // Разного рода сонаты для всяких музыкальных инструментов (1655)

### Публикации, сохранившиеся частично
- op. 2 Madrigali e symfonie // Мадригалы и симфонии (1618)
- op. 13 Compositioni varie per musica di camera // Разные камерные сочинения (1641)
- op. 15 Corona melodica (Антверпен, 1644)
- op. 18 Salmi per tutte le solennità dell’anno concertati nel moderno stile // Псалмы в современном концертном стиле, на весь церковный год (1653)
- op. 20 Vesperi per tutte le festività dell’anno // Вечерни для всего церковного года (1654)